# Club DHIN
El Club DHIN (sigles de Dibujantes de la Historieta y la Ilustración Nacionales) fou un club de dibuixants de còmic nacionals fundat el 1972 a Barcelona. Va romandre actiu entre 1972 i 1979 i tenia comb a objectiu la defensa dels interessos gremials dels seus membres. Va tenir la seva seu a Barcelona, amb filials sorgides posteriorment a Madrid i a València.

## Trajectòria
La idea de crear el Club DHIN va sorgir dels autors Carrillo (pseudònim d'Antonio Pérez García) i Francesc Macián. El club es va constituir el juny de 1972 a Barcelona, amb Macián com a president. Constituït encara sotra el règim franquista, el club mostrava un caràcter necessàriament cultural, ja que era l'única forma amb la qual aleshores podia ser admesa una associació d'aquestes característiques. Així s'expressava l'autor Ramón de la Fuente, el qual fou escollit president del club el 1975, durant la seva estància al Saló de Gijón:
| « | És un club social. Però significa alguna cosa més per a nosaltres. Significa la unió dels dibuixants, la solidaritat entre doscents dibuixants, trencant un mite i una situació de desunió, molt fomentada per aquells que compren el nostre treball. Abans de fundar el Club D.H.I.N, per costum, el dibuixant no reclamava els drets d’autor, ja que fer-ho comportava no tenir treball... | » |

| « | Sí, estic segur que aconseguirem que siguin reconeguts els nostres drets. La nostra intenció en principi és dialogar amb l'editor, d’aquest diàleg espero que en surti la major comprensió de les nostres posicions, fins ara oposades. Insisteixo, no volem guerra, volem diàleg i com que creiem que els editors són sonscients de l'evolució social dels temps en els quals vivim, crec que arrivarem a un amistós i total enteniment, sense haver d'arrivar a la lluita oberta. Els editors sabran comprendre que en nosaltres tenen un amic, mà d'obra i matèria prima. | » |

El 1974 va publicar un butlletí intern informatiu, anomenat Boletín del Club Dhin.
El 1975 comptava amb 256 membres i fruit de la visita a València el 13 d'octubre d'una delegació bancelonina composta per Pedro Alférez, Ramón de la Fuente i César López es va crear el Club DHIN València, el qual va tenir com a primer president a José Lanzón. Foren ells els qui organitzarien el primer Saló Nacional del Còmic i la Il·lustració, amb la celebració de 7 edicions entre 1976 i 1982, considerat presursor del Saló Internacional del Còmic de Barcelona.
Del Club D.H.IN fins a la creació d'un Col·legi d'Historietistes que valgués pels drets del col·lectiu d'autors hi havia, de fet, només un pas. No obstant, el futur fou diferent ja que la democràcia estava a punt d'arrivar i amb ella els conceptes de defensa dels drets del treballador sufririen una transformació.